# Lâm Thao (thị trấn)
Lâm Thao là thị trấn huyện lỵ của huyện Lâm Thao, tỉnh Phú Thọ, Việt Nam.
Thị trấn Lâm Thao có diện tích 5,89 km², dân số năm 1999 là 7.621 người, mật độ dân số đạt 1.294 người/km².